# Referendum w Irlandii w 1983 roku
Referendum w Irlandii w 1983 roku – referendum konstytucyjne, które odbyło się 7 września 1983 roku w Irlandii, wprowadzające zakaz wykonywania aborcji, dając tym samym prawo do życia dziecka nienarodzonego. Wynikiem referendum było wprowadzenie 8. poprawki do Konstytucji Irlandii, która weszła w życie 7 października tego samego roku.
Referendum i nowelizacja została zaadaptowane podczas rządów Garreta FitzGeralda koalicji Fine Gael – Partii Pracy, ale wstępne prace miały miejsce już we wcześniejszym rządzie Charlesa Haugheya (Fianna Fáil).
Poprawka została przyjęta wynikiem 66,90% głosów za i 33,10% głosów przeciw.

## Tło
Zgodnie z aktem prawnym Offences against the Person Act 1861 aborcja w Irlandii była nielegalna. Kampania na rzecz wprowadzenia odpowiednich wpisów do konstytucji zakazujących aborcji miała swój początek wraz z założeniem organizacji Pro-Life Amendment Campaign w 1981 roku. Lobbując główne partie polityczne: Fine Gael, Fianna Fáil i Partię Pracy (Labour Party) organizacja zdobyła poparcie u prezesów tych partii (Charles Haughey, Garret FitzGerald i Frank Cluskey).

## Wyniki
| Głosy          | Liczba głosów | %      |
| -------------- | ------------- | ------ |
| Tak            | 841 233       | 66,90% |
| Nie            | 416 136       | 33,10% |
| Głosy nieważne | 8 625         | 0,68%  |
| Razem          | 1 265 994     | 100%   |
| Frekwencja     | 53,67%        | 53,67% |

## Uchylenie poprawki
W styczniu 2018 r. premier Irlandii Leo Varadkar zapowiedział przeprowadzenie na koniec maja tego samego roku referendum w sprawie liberalizacji prawa aborcyjnego.